# Tevita Kuridrani

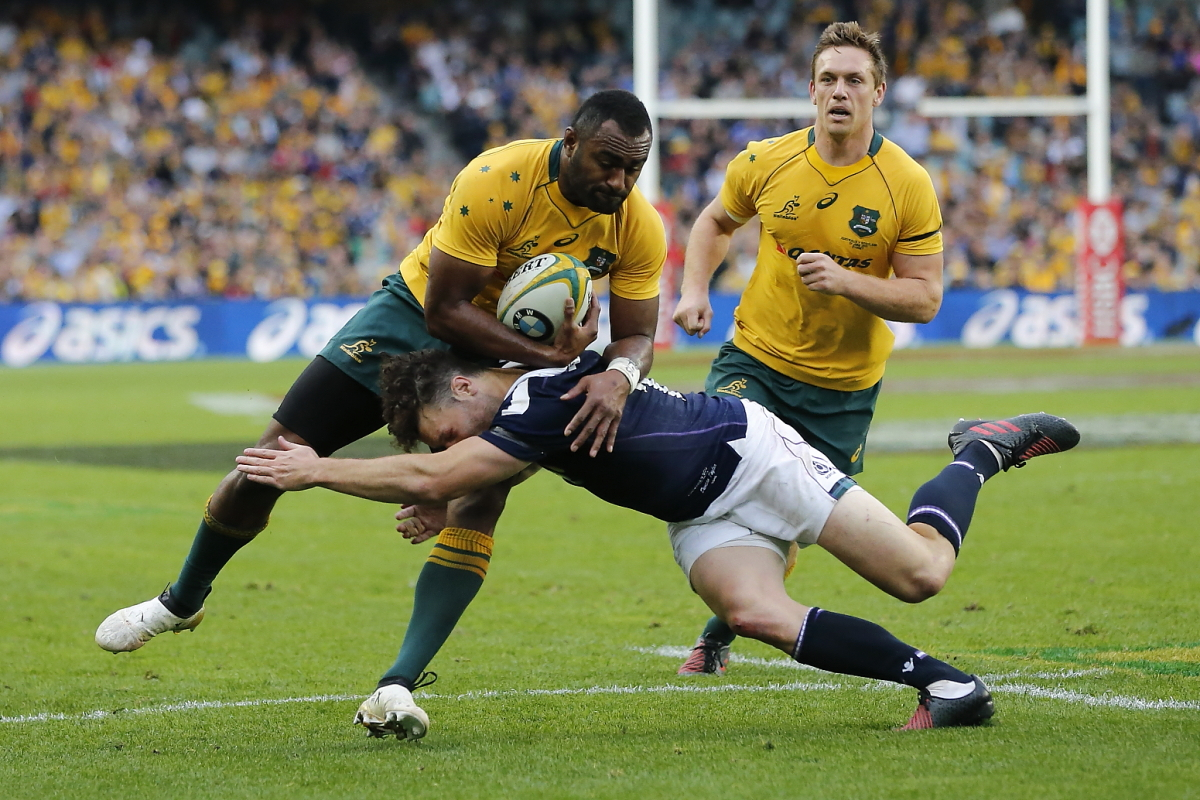
Kuridrani w trakcie meczu ze Szkocją (2017)

Tevita Kuridrani (wym. [teˈβita kurinˈdrani], ur. 31 marca 1991 r. w Nausori) – fidżyjski rugbysta występujący na pozycji drugiego środkowego lub skrzydłowego. Reprezentant Australii, dwukrotny uczestnik pucharu świata.

## Młodość
Kuridrani urodził się w fidżyjskim mieście Nausori, zaś wychowywał się we wsi Namatakula. Uczęszczał do Vatuwaqa Primary School w stołecznej Suvie, gdzie zainspirowany wywodzącymi się z jego rodziny rugbystami rozpoczął treningi tej dyscypliny sportu. Występował wówczas w zespole Suva Milo Kaji w drużynach do lat 12 i 13. Następnie trafił do Lelean Memorial School, którą reprezentował na kolejnych szczeblach wiekowych.
W wieku 17 lat w 2007 roku razem z rodzicami i rodzeństwem przeprowadził się do australijskiego Queenslandu. Uczęszczał wówczas do publicznej szkoły Corinda State High School. Jako że szkoła ta nie miała własnej drużyny rugby, w weekendy dojeżdżał do Brisbane na treningi – zarówno odmiany 13-, jak i 15-osobowej (w klubie Souths).
Następnie Kuridrani występował w barwach klubu University of Queensland w młodzieżowych (U-19) rozgrywkach Premier Colts. W 2009 roku „Uni” uległo w wielkim finale drużynie Souths. Rok później Kuridrani występował już w drużynie seniorów, z którymi zwyciężył w stanowych rozgrywkach. Zarówno w 2009, jak i w 2010 roku Tevita został wytypowany do gry w ogólnomiejskim zespole Brisbane U-19.

## Kariera klubowa
W 2011 roku Tevita dołączył do akademii Reds, jednak już kilkanaście miesięcy później otrzymał ofertę dwuletniego seniorskiego kontraktu ze strony Brumbies. Jak sam przyznał, gdyby nie znalazł profesjonalnej drużyny, zapewne wyjechałby na Fidżi, ponieważ cała jego rodzina wróciła już wcześniej do rodzinnej miejscowości. W drużynie z Canberry zadebiutował w kwietniowym meczu Super Rugby przeciw Queensland Reds, zaś na przestrzeni całego sezonu rozegrał dziewięć spotkań. W dalszej części roku aktywnie uczestniczył także w zmaganiach lokalnego klubu Queanbeyan Whites w ACTRU Premier Division, lidze Australijskiego Terytorium Stołecznego i południowej Nowej Południowej Walii.
W kolejnym roku Kuridrani ugruntował swoją pozycję w składzie Brumbies, którzy po zakończeniu sezonu zasadniczego zajęli pierwsze miejsce w australijskiej konferencji i trzecie w ogólnej klasyfikacji. Ostatecznie drużyna z Canberry dotarła do finału, w którym uległa nowozelandzkim Chiefs. W trakcie sezonu wystąpił także w meczu Brumbies z zespołem British and Irish Lions. W spotkaniu tym Kuridrani popisał się przyłożeniem, a mecz zakończył się zwycięstwem Australijczyków. Była to pierwsza porażka Lions w meczu przygotowawczym od potyczki z drużyną Północnego Transwalu w 1997 roku.
W kolejnych dwóch sezonach Brumbies kończyli rozgrywki na fazie półfinałowej – w 2014 ulegli późniejszym zwycięzcom Waratahs, a w 2015 odpadli w starciu z Hurricanes.
Wobec utworzenia w 2014 roku krajowych rozgrywek National Rugby Championship, Kuridrani jako zawodnik z obowiązującym kontraktem z australijską federacją został wyznaczony do gry w barwach Greater Sydney Rams. Z uwagi na obowiązki reprezentacyjne nie wystąpił jednak w żadnym spotkaniu drużyny z Sydney.
W marcu 2015 roku mimo ofert z zagranicy Kuridrani podpisał nowy, dwuletni kontrakt z Brumbies.

## Kariera reprezentacyjna
Występujący wówczas w Australii Kuridrani w czerwcu 2010 roku wraz z reprezentacją Fidżi do lat 20 wziął udział w rozgrywanych w Argentynie Mistrzostwach Świata Juniorów (Fidżi po porażce z Walią zajęło ostatecznie ósme miejsce). Jednak jeszcze w tym samym roku zawodnik otrzymał powołanie do reprezentacji Australii w rugby 7 na sezon 2010/2011. Przy tej okazji stwierdził, że „marzeniem każdego, kto gra w Australii, jest reprezentowanie Australii”. Wystąpił w czterech turniejach, w Dubaju, George, Hongkongu i Adelaide, w których zdobył trzy przyłożenia.
W czerwcu 2011 roku ponownie uczestniczył w mistrzostwach świata juniorów, tym razem jednak w barwach Australii. Podczas włoskiego turnieju młodzi „Wallabies” zajęli trzecie miejsce, pokonawszy w tzw. małym finale Francuzów 30:17.
Latem 2013 roku Kuridrani otrzymał powołanie do pierwszej reprezentacji Australii na The Rugby Championship 2013 i zadebiutował w meczu z Nową Zelandią. Jak z czasem przyznał, powołanie zaskoczyło go, a on sam początkowo obawiał się rywalizacji na poziomie międzynarodowym. Wkrótce jednak Tevita ugruntował swoje miejsce w drużynie, imponując wysoką dyspozycją i rozgrywając 11 z 12 meczów reprezentacji w 2014 roku.
W marcu 2015 roku przedłużył o dwa lata kontrakt wiążący go z australijską federacją – poprzedni przewidywał jedynie wynagrodzenie za rozegrane mecze. Na przełomie lipca i sierpnia wziął udział w kolejnej edycji The Rugby Championship. Rozgrywki te, z uwagi na zbliżający się Puchar Świata, skrócono do jednej rundy. Australijczycy wygrali wszystkie trzy mecze i po raz pierwszy od 2011 roku zakończyli turniej na pierwszym miejscu, zaś sam Kuridrani zdobył wówczas dwa przyłożenia. Niespełna dwa miesiące później znalazł się na liście zawodników powołanych na rozgrywany w Anglii Puchar Świata.

## Styl gry
Mierzący niemal dwa metry wzrostu i ważący przeszło sto kilogramów Kuridrani dysponuje budową ciała, z którą z powodzeniem mógłby występować na pozycji rwacza. Grając w formacji ataku, swoją szybkość i siłę wykorzystuje jednak do przełamywania i penetrowania szyków obronnych rywali, dzięki czemu stwarza okazje dla grających bardziej technicznie kolegów. Z uwagi na zdolności „zdobywania terenu” i skłonności do bezpośredniej gry, z niewielką liczbą podań, przyrównywany był do Stirlinga Mortlocka. Co więcej, ze swoimi warunkami fizycznymi Kuridrani stanowi ważny punkt swojej drużyny w trakcie akcji w obronie.

## Życie osobiste
Tevita jest synem Inosiego Turagi i Litiany Kuridranich; ma dwie starsze siostry oraz młodszego brata Samuelę. Rodzina w 2007 roku przeprowadziła się do Australii, ponieważ mama Tevity rozpoczęła studia antropologiczne na University of Queensland w Brisbane. Ukończyła je ze stopniem doktorskim w grudniu 2014 roku. Tata rugbysty jest niezależnym konsultantem.
W trakcie pobytu na University of Queenaland Tevita ukończył studia na kierunku zarządzanie w biznesie.
Liczni członkowie rodziny Kuridraniego zawodowo związali się z rugby – zarówno z odmianą union, jak i league. Do najbardziej znanych należą Noa Nadruku (wujek) oraz Lote Tuqiri (kuzyn). Pierwszy reprezentował Fidżi podczas Pucharu Świata w rugby union w 1991 oraz Pucharu Świata w rugby league w 1995 roku, drugi zaś w barwach Fidżi wystąpił podczas Pucharu Świata w rugby league w 2000, a w reprezentacji Australii podczas Pucharu Świata w rugby union w 2003 i 2007 roku. Kuzynami Tevity są także bracia Nemani Nadolo (reprezentant Fidżi podczas Pucharu Świata w rugby union w 2015) i Chris Kuridrani (młodzieżowy reprezentant Fidżi i Australii w rugby union) oraz Samu Wara (reprezentant Fidżi w rugby union). Z kolei kuzynka Iliseva Batibasaga była reprezentantką Australii na Pucharze Świata w 2006 i 2010 oraz Pucharu Świata w Rugby 7 w 2013 roku. Członkami rodziny są także bracia Alipate Tani Noilea (reprezentant Fidżi w obu odmianach rugby) oraz Kaliova Nauqe Tani (reprezentant Fidżi w rugby league), którzy uczestniczyli w Pucharze Świata w rugby league w 2013 roku.